# Джузеппе Гварнері
Бартоломе́о Джузе́ппе Анто́ніо Гварне́рі (на прізвисько дель Джезу, 21 серпня 1698 — 17 жовтня 1744) — італійський майстер виготовлення смичкових інструментів.

## Біографія
Молодший син Джузеппе Гварнері, найвидатніший представник родини. Прозваний за свій талант «дель Джезу» («від Ісуса»). На його інструментах грало багато видатних скрипалів — зокрема Паганіні.